# Les Risques du métier (film)
Pour les articles homonymes, voir Les Risques du métier.
Pour plus de détails, voir Fiche technique et Distribution.
Les Risques du métier est un film dramatique français réalisé par André Cayatte, sorti en 1967. Il traite le sujet de l'accusation injuste de pédophilie.

## Synopsis
A Chateauneuf, petit village de Normandie, près de Louviers, dans l'Eure, une jeune élève accuse son instituteur, Monsieur Doucet, d'avoir tenté de la violer. Au cours de l'enquête, une autre jeune fille « avoue » qu'elle a eu des relations sexuelles avec M. Doucet, puis une troisième prétend à son tour qu'il se montrait entreprenant avec elle. Ce dernier se retrouve accusé de pédophilie et subit l'opprobre des villageois.

## Fiche technique
- Titre original : Les Risques du métier
- Réalisation : André Cayatte
- Scénario : André Cayatte, Armand Jammot d'après un roman de Simone Cornec et Jean Cornec / Dialogues : Armand Jammot
- Assistants réalisateurs : Jacques Bourdon, Patrick Saglio
- Musique : Jacques Brel, François Rauber
- Directeur de la photographie : Christian Matras
- Cadreurs : André Domage, Alain Boisnard
- Photographe de plateau : Roger Corbeau
- Montage : Hélène Plemiannikov
- Son : Jean Labussière
- Décors : Paul-Louis Boutié
- Script-girl : Monique Herran
- Producteur : Alain Poiré / coproducteur : Jean Le Duc
- Directeurs de production : Robert Sussfeld, Ulrich Pickardt
- Production : Gaumont International
- Société de distribution : Gaumont
- Pays de production :  France
- Langue : français
- Genre : Film dramatique
- Durée : 105 minutes
- Procédés : 35 mm (positif, négatif), Eastmancolor, format : 1 : 1,66, son mono
- Sortie nationale :  21 décembre 1967

## Distribution
- Jacques Brel : Jean Doucet
- Emmanuelle Riva : Suzanne Doucet
- René Dary : M. Baudouin, maire
- Nathalie Nell : Helène Arnaud
- Delphine Desyeux : Catherine Roussel
- Christine Simon : Brigitte Canet
- Chantal Martin : Josette Monnier
- Christine Fabréga : Mme Roussel
- Jacques Harden : Robert Arnaud
- Gabriel Gobin : juge d'instruction
- Nadine Alari : Mme Arnaud
- Muriel Baptiste : Martine Augier
- Albert Michel : Lucien Canet
- Marius Laurey : Maurice Roussel
- Jacques Dynam : inspecteur Michaud
- Jean Mauvais : inspecteur Lambert
- Claudine Berg : Mme Canet
- Robert Le Béal : avocat de Doucet
- Gilberte Géniat : Mme Monnier
- Michel Ferrand : M. Monnier
- Christine Delpin : Annette Thomas
- Marc Didtsch : Philippe Augier
- Roland Demongeot : Gérard
- Claudine Berg : Mme Cault
- Catherine Wagener : Sylvie
- Michel Buades : Miguel Amado
- Maurice Nasil : le docteur
- Robert Piatte : M. Bourgeon
- Janine Darcey : Mme Baudouin
- Roger Trapp : M. Thomas
- Nicole Desailly : Mme Thomas
- Marcel Pérès : Vignal
- Michel Charrel : un détenu
- Dominique Zardi : un détenu
- Michel Such : vendeur de glaces
- Robert Desvaux : le greffier

## Autour du film
Bien que censé se passer en Normandie, le film a été tourné à Ecquevilly en Île-de-France. Il s'agit du tout premier long-métrage tourné avec Jacques Brel. André Cayatte dira qu'il l'avait choisi pour endosser le rôle principal car Brel était aviateur, donc quelqu'un qui a un sens aigu de la discipline et de l'espace.